# Rekdalstjärnen
Rekdalstjärnen är en sjö i Åre kommun i Jämtland och ingår i Indalsälvens huvudavrinningsområde. Sjön har en area på 0,0763 kvadratkilometer och ligger 575 meter över havet. Rekdalstjärnen ligger i Vålådalen Natura 2000-område.

## Delavrinningsområde
Rekdalstjärnen ingår i det delavrinningsområde (701599-134958) som SMHI kallar för Ovan Storbäcken. Medelhöjden är 712 meter över havet och ytan är 43,89 kvadratkilometer. Räknas de 4 avrinningsområdena uppströms in blir den ackumulerade arean 74,13 kvadratkilometer. Rekån som avvattnar avrinningsområdet har biflödesordning 3, vilket innebär att vattnet flödar genom totalt 3 vattendrag innan det når havet efter 375 kilometer. Avrinningsområdet består mestadels av skog (56 procent) och kalfjäll (36 procent). Avrinningsområdet har 0,08 kvadratkilometer vattenytor vilket ger det en sjöprocent på 0,2 procent.